# Nam Ngum
Il Nam Ngum (in lingua lao: ນ້ຳງືມ, trascr. IPA: nâːm ŋɯ́ːm, letteralmente: fiume Ngum) è un fiume lungo 354 km del Laos, ed è uno dei maggiori tributari del Mekong nel paese. Ha origine dalle montagne della catena Annamita del Laos nord-orientale, nella Provincia di Xiangkhoang. Scorre verso sud ed entra prima nella Provincia di Vientiane e poi nella Prefettura di Vientiane, dove affluisce nel Mekong a pochi chilometri dalla capitale Vientiane. Nel bacino idrografico del Nam Ngum vivono circa un milione di abitanti.

## Diga del Nam Ngum
Nel 1971, a circa 90 chilometri da Vientiane, fu inaugurata sul fiume la grande diga del Nam Ngum, la cui centrale idroelettrica produce circa 960 milioni di kWh, dei quali più del 70% vengono esportati in Thailandia. La diga ha formato un lago artificiale chiamato Ang Nam Ngum, che si estende per 250 km². Le popolazioni che vivevano nelle zone inondate dal lago sono formate da agricoltori, molti dei quali sono diventati pescatori. Oltre che all'agricoltura, per tradizione nella zona del Nam Ngum si dedicano all'estrazione e produzione del sale. Un'altra attività generata dalla diga è rappresentata dal turismo, sono state create infrastrutture alberghiere e diversi turisti visitano il lago. Parte delle acque del vicino fiume Nam Song sono convogliate nell'Ang Nam Ngum per mezzo di un canale artificiale.

## Grotte di Vang Sang
Nella zona del fiume si trovano le interessanti grotte di Vang Sang (letteralmente: sala degli elefanti), sulle cui pareti sono state scolpite due immagini del Buddha alte circa cinque metri, ed altre otto minori. Dall'iscrizione dell'anno 1006 trovata nei pressi delle statue e dallo stile con cui sono state realizzate, si presume che risalgano ai tempi del re guerriero Suryavarman I dell'Impero Khmer, i cui eserciti penetrarono nel nord dell'odierno Laos.